# Muchi Muchi Pork
Muchi Muchi Pork (むちむちポーク) est un jeu vidéo du genre shoot 'em up développé par Cave, sorti en avril 2007 dans les salles d'arcade japonaises.
Muchi Muchi Pork est sorti le 24 février 2011 au Japon sur Xbox 360 dans le même pack que le jeu Pink Sweets (en).

## Système de jeu
Le joueur a le choix entre trois vaisseaux, appelés Muchi Muchi Pork Yellow, Pink et Blue, ou par leur nom japonais :
- Rafute : dispose d'un tir étroit. Options : missiles. Vitesse élevée.
- Momo : tir large. Vitesse intermédiaire.
- Ikuo : tir étroit. Options : homing. Vitesse peu élevée.

Boutons :
- Bouton A : l'attaque principale du personnage.
- Bouton B : Lard Attack, une attaque secondaire, plus puissante, changeant lui aussi selon le personnage, il est destiné au scoring.
- Bouton C : la bombe.

Le joueur pourra "aspirer" les médailles. Il faut que le vaisseau reprenne sa taille normale (taille grossie due à l'Over Lard Attack), en tapotant sur le bouton A ou B, ou simplement en relâchant le bouton B.

## Scoring
Dans un premier temps, le joueur devra faire monter sa chaîne de médailles pour scorer. Pour ce faire, il faut attaquer le plus d'ennemis possibles un à un, pour faire augmenter la valeur de la médaille. Exemple : au début 100, le joueur ramasse la médaille et va réattaquer un ennemi pour avoir gagné une médaille de 200, et ainsi de suite...
Une fois la valeur maximale obtenue (10 000), le joueur devra essayer de détruire un maximum d'ennemis consécutifs, ce qui lui donnera une somme élevée de médailles.
D'autres techniques peuvent être appliquées, qui demandent un niveau plus élevé, comme le milking : le joueur devra détruire chacune des parties d'un boss ou d'un mid-boss afin d'augmenter sa jauge de Lard Attack, et une fois que l'ennemi sera affaibli, l'achever avec la Lard Attack recouvrira l'écran de médailles, faisant gagner plus de 5.000.000 de points. Bien entendu, cette technique est très risquée, et n'est utilisée que si le joueur est bon sait maîtriser le rank élevé du jeu (patte Raizing oblige).
Scratch : le joueur gagne très peu de points en frôlant les boulettes adverses. La fille poussera un petit cri.